# Фернан Каркассонн
Фернан Каркассонн (фр. Fernand Carcassonne, 1901, Екс-ан-Прованс — 1976, Марсель) — французький лікар, професор клінічної хірургії медичного факультету в Марселі. 

## Біографія
Фернан Каркассонн народився в Екс-ан-Прованс 5 червня 1901, у єврейській родині, що походить від євреїв папи. Він був сином Ісаака П'єра Каркассонна (1877–1962), торговця тканинами, та Єви Берти Моссі (1879–). У нього був брат Жорж, народжений у 1906 році. 23 липня 1923 року він одружився з Мелані Елен Фарі, яка народилася в Німі 26 грудня 1902. У них народилося троє дітей: Ів, Мішель і Мартін Шарлетт. Він помер у Марселі 13 квітня 1976.

## Освіта та професійна діяльність
Фернан Каркассонн навчався в середній школі Ліцею Міньє. Продовжив навчання у галузі медицини. У 1926 році він став першим на конкурсі інтернатури в Ліоні, потім був завідувачем клініки, а в 1933 році став доцентом і викладачем курсу дитячої ортопедичної хірургії. У 1946 році він став професором патологічної хірургії на медичному факультеті Марселя, а в 1955 році — професором клінічної хірургії.
Каркассонн керував відділенням загальної хірургії в лікарні Ла Тімон і здійснював численні місії за кордоном (у Сенегалі, Гвінеї та Судані). Він створив школу хірургії, з якої вийшли численні учні, і опублікував багато наукових робіт. Він також був професором в університеті Екс-Марсель II, де викладав патологічну та пропедевтичну хірургію.
Представляючи Францію, він був запрошений до багатьох хірургічних товариств у Південній Америці, Греції, Туреччині та на Близькому Сході. Він також брав участь у місіях у Сенегалі, Гвінеї та Судані, а також у численних міжнародних конгресах у Японії, Росії, Єгипті, Англії, Ірландії та Німеччині.
Фернан Каркассонн, наприкінці 1930-х років, був почесним президентом та хірургом Товариства ветеранів військово-морського флоту, членом профспілки CGT та адміністратором благодійних організацій авіаційних заводів у Беррі. Він також заснував взаємну клініку в Буш-дю-Рон · .
Каркассонн був членом Міжнародного хірургічного товариства і засновником Середземноморського хірургічного товариства.

## Під час війни
Фернан Каркассонн був мобілізований 6 листопада 1939 року до 19 липня 1940, і брав участь у битві за Францію.
3 жовтня 1940 року уряд Віші ухвалив статус євреїв, який забороняв єврейським лікарям викладати. У грудні 1940 року Каркассонн був звільнений з посади професора.
Згодом він був призначений адміністратором Генеральної єврейської спілки Франції (південна зона), а також брав участь у Опорі, працював хірургом у таборі Ле Міль і брав участь у визволенні Марселя.

## Публікації
Фернан Каркассонн опублікував понад 320 статей у фахових журналах, а також книгу «Рак товстої кишки».

## Нагороди
Фернан Каркассонн був удостоєний звання кавалера ордена Почесного легіону 26 листопада 1949 року, а пізніше підвищений до офіцера цього ордена 24 вересня 1971 року. Він також отримав численні іноземні нагороди, зокрема, Орден Білого Орла та інші.